# 松風町 (平塚市)
松風町（まつかぜちょう）は、神奈川県平塚市の町名。丁目の設定のない単独町名である。住居表示実施済区域。

## 地理
北は八重咲町に、南は袖ケ浜に、東は夕陽ケ丘に、西は桃浜町と龍城ケ丘にそれぞれ接する。町の形はほぼ正方形である。

### 地価
住宅地の地価は、2023年（令和5年）1月1日の公示地価によれば、松風町23-12の地点で26万8000円/m2となっている。

## 世帯数と人口
2023年（令和5年）9月1日現在（平塚市発表）の世帯数と人口は以下の通りである。
| 町丁   | 世帯数    | 人口    |
| ------ | --------- | ------- |
| 松風町 | 1,328世帯 | 2,843人 |

### 人口の変遷
国勢調査による人口の推移。
| 年                 | 人口  |
| ------------------ | ----- |
| 1995年（平成7年）  | 2,220 |
| 2000年（平成12年） | 2,370 |
| 2005年（平成17年） | 2,795 |
| 2010年（平成22年） | 2,818 |
| 2015年（平成27年） | 2,620 |
| 2020年（令和2年）  | 2,647 |

### 世帯数の変遷
国勢調査による世帯数の推移。
| 年                 | 世帯数 |
| ------------------ | ------ |
| 1995年（平成7年）  | 857    |
| 2000年（平成12年） | 937    |
| 2005年（平成17年） | 1,146  |
| 2010年（平成22年） | 1,148  |
| 2015年（平成27年） | 1,142  |
| 2020年（令和2年）  | 1,206  |

## 学区
市立小・中学校に通う場合、学区は以下の通りとなる（2021年3月時点）。
| 番地 | 小学校             | 中学校             |
| ---- | ------------------ | ------------------ |
| 全域 | 平塚市立花水小学校 | 平塚市立浜岳中学校 |

## 事業所
2021年（令和3年）現在の経済センサス調査による事業所数と従業員数は以下の通りである。
| 町丁   | 事業所数 | 従業員数 |
| ------ | -------- | -------- |
| 松風町 | 83事業所 | 505人    |

### 事業者数の変遷
経済センサスによる事業所数の推移。
| 年                 | 事業者数 |
| ------------------ | -------- |
| 2016年（平成28年） | 76       |
| 2021年（令和3年）  | 83       |

### 従業員数の変遷
経済センサスによる従業員数の推移。
| 年                 | 従業員数 |
| ------------------ | -------- |
| 2016年（平成28年） | 518      |
| 2021年（令和3年）  | 505      |

## 交通

### 鉄道
鉄道駅はない。

### 道路
町の東端を神奈川県道608号平塚停車場袖ヶ浜線が通り、町の中央を扇松海岸通りが通っている。

## 施設
- 平塚商工会議所
- 松風公園
- 松風公園

## その他

### 日本郵便
- 郵便番号 : 254-0812[3]（集配局 : 平塚郵便局[16]）。